# Comté de Howard (Texas)
Pour les articles homonymes, voir Howard et Comté de Howard.
Le comté de Howard, en anglais : Howard County, est un comté situé dans le nord-ouest de l'État du Texas aux États-Unis. Le siège de comté est la ville de Big Spring. Selon le recensement de 2020, sa population est de 34 860 habitants. Le comté a une superficie de 2 342 km2, dont 2 338 km2 en surfaces terrestres. Il est nommé en l'honneur de Volney Howard (en), un ancien membre de la Chambre des représentants des États-Unis pour le Texas. 